# 天康集团
新疆天康控股（集团）有限公司（以下简称天康集团）是位于中国新疆乌鲁木齐市的农牧企业集团,下辖于新疆生产建设兵团。天康集团主要从事生物制药、饲料、蛋白油脂、食品养殖等业务，首批农业产业化国家重点龙头企业。
天康集团成立于1993年。
2006年12月26日，天康集团所属新疆天康畜牧生物技术股份有限公司（天康生物）在深圳证券交易所上市。